# Bucksche Schweiz
Koordinaten: 51° 26′ 5,6″ N, 13° 59′ 0,3″ O

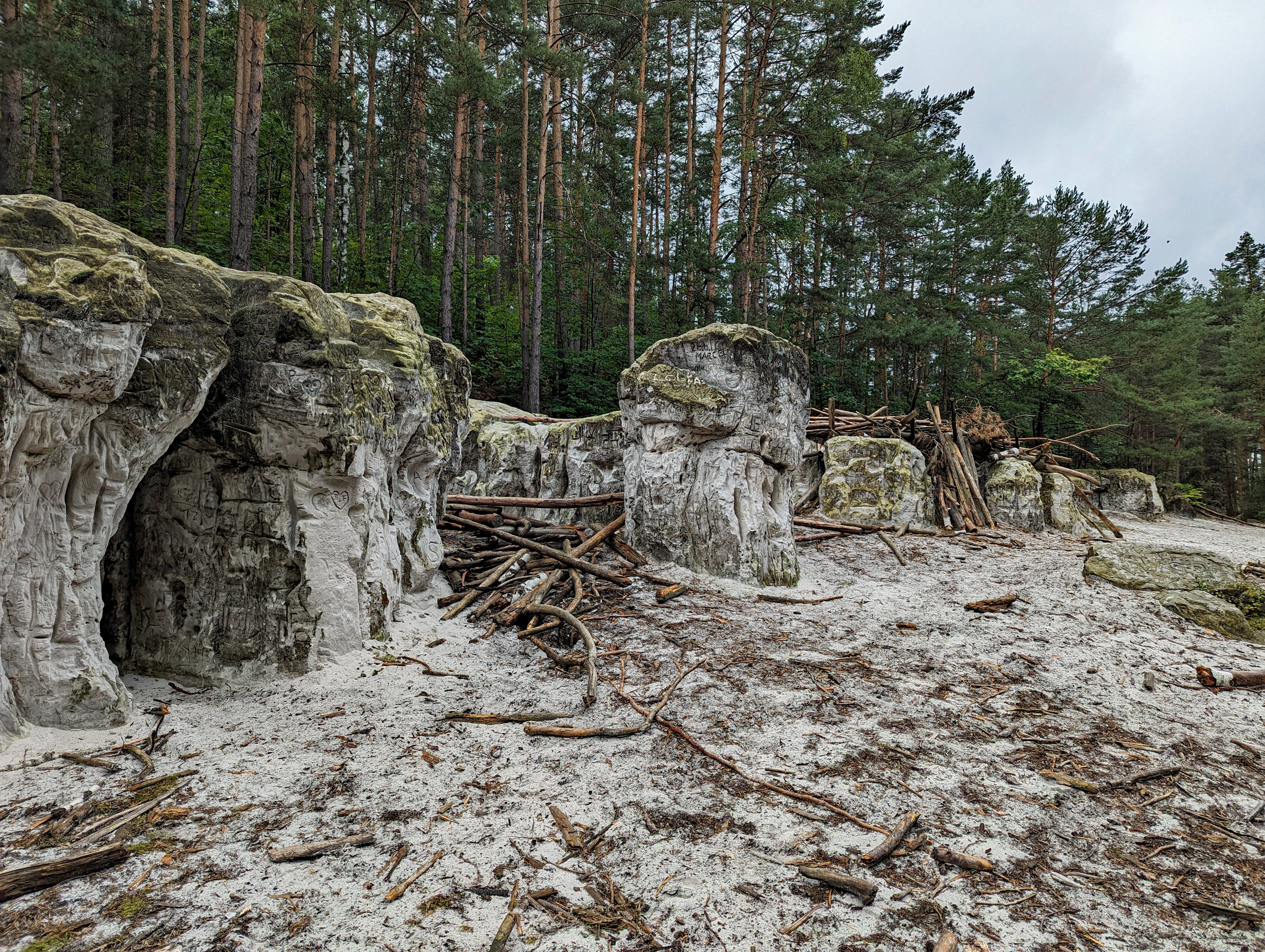
Felsformation der Buckschen Schweiz mit Vandalismus durch Scratching

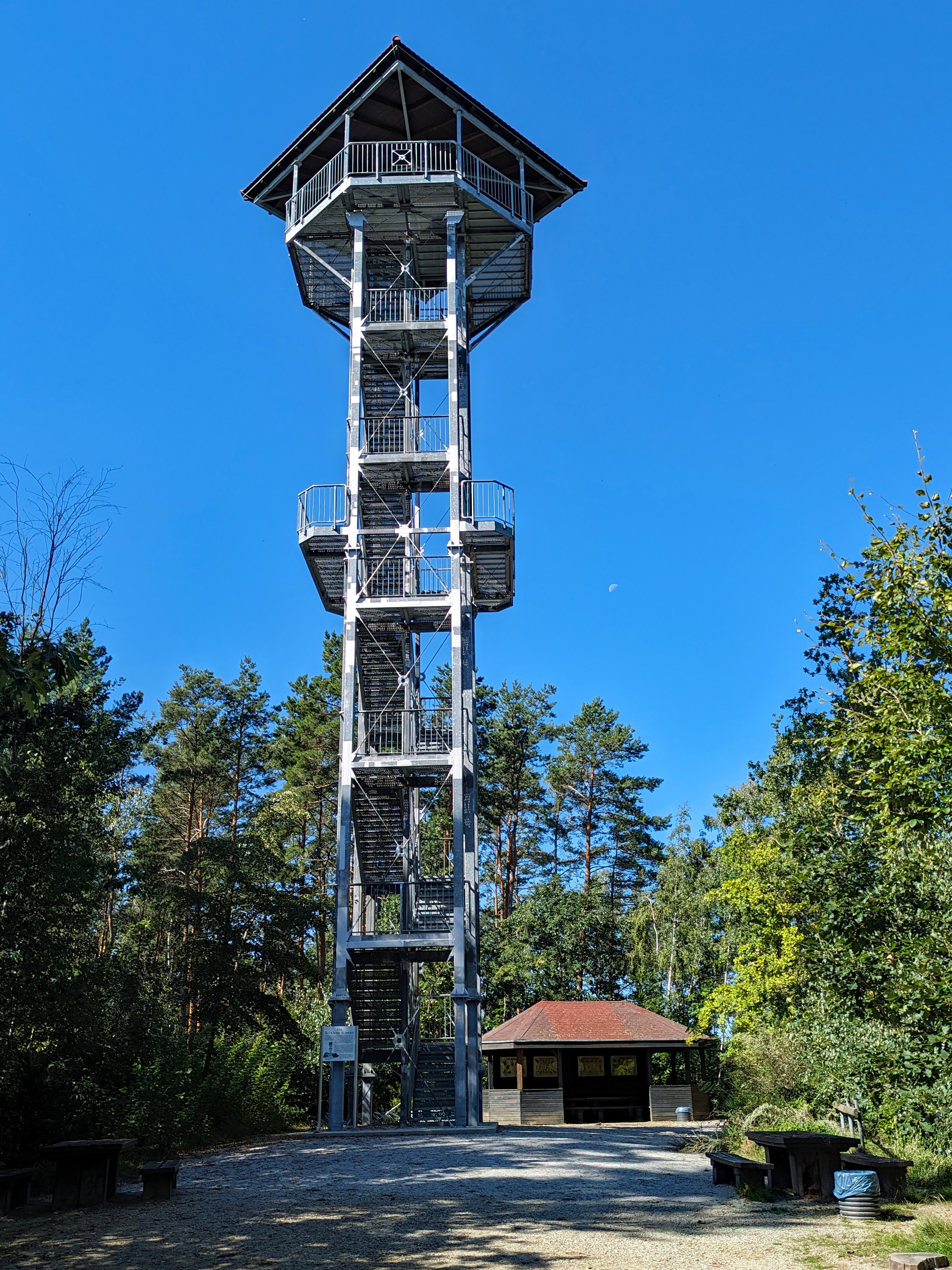
Neuer Aussichtsturm auf dem Prossenberg

Die Bucksche Schweiz oder Hohenbockaer Schweiz ist ein 2,97 ha großes Flächennaturdenkmal (FND) im Landkreis Oberspreewald-Lausitz im Süden des Landes Brandenburg. Sie liegt zwischen den Naturschutzgebieten Peickwitzer Teiche und Schwarzbacher Heide im Norden sowie Rohatsch zwischen Guteborn und Hohenbocka im Westen und Süden. Das 1,8 km westlich von Hohenbocka liegende Gebiet ist eins von über einhundert Objekten in Deutschland mit der Landschaftsbezeichnung Schweiz.

## Geologie
Im Süden des Lausitzer Braunkohlereviers finden sich unterhalb des Zweiten Lausitzer Flözes sehr reine Quarzsande, die sich dort vor etwa 16 Millionen Jahren (Unteres Miozän) als Dünen-, Strand- oder Deltasande ablagerten. Seit dem ersten Abbauvertrag aus dem Jahre 1857 wurden die Hohenbockaer Glassande, die besonders arm an Eisen(III)-oxid sind, in den folgenden Jahrzehnten für die Herstellung farbloser und optischer Gläser weltweit bekannt. Zwischen Hohenbocka und Guteborn kam es an zahlreichen eng begrenzten Stellen zu Verkieselungen der Glassande, die heute an der ehemaligen Sandgrube Heinrichsschacht die markante Felsformation der Buckschen Schweiz bilden. Götze und Walther sehen die Ursache dieser Verkieselung in einer Fällung des Siliciumdioxids durch die Braunkohlebildung im darüber liegenden Torf und Infiltration.
Ursprünglich wurden nur vollkommen reine Glassande abgebaut, die keinerlei weiterer Aufbereitung bedurften. Heute wird sowohl oberirdisch als auch unter Wasser gefördert. Derzeit baut das zur Quarzwerke Gruppe gehörende Quarzsandwerk Hohenbocka unmittelbar nördlich der Buckschen Schweiz mit einem elektrisch betriebenen Saugbagger bis zu einer Tiefe von 25 m im so genannten Gewinnungssee ab. Nach dem Rahmenbetriebsplan von 2017 bleibt die Bucksche Schweiz bis Ende 2070 vom Abbau unberührt.

## Schutzstatus
Das Gebiet wurde 1981 auf Grundlage des § 11 der 1. Durchführungsverordnung (Naturschutzverordnung) zum Landeskulturgesetz vom 14. Mai 1970 durch die Abteilung Landwirtschaft beim Rat des Kreises Senftenberg zum Flächennaturdenkmal (FND) Hohenbockaer Schweiz erklärt. Obwohl es diese Schutzkategorie im Bundesnaturschutzgesetz nicht gibt, wurden die FND durch Regelungen seit 1990 in geltendes Recht übergeleitet. Dies ergibt sich aus § 42 (Fortgeltung von Rechtsverordnungen) des Brandenburgischen Naturschutzausführungsgesetzes (BbgNatSchAG). Anders als in Sachsen, wo es nach dem Sächsischen Gesetz über Naturschutz und Landschaftspflege (SächsNatSchG) vom 3. Juli 2007 im § 21 Absatz 1 „Gebiete mit einer Fläche bis zu 5 ha (Flächennaturdenkmale)“ gibt, sind diese in Brandenburg noch nicht explizit gesetzlich verankert. Die Bucksche Schweiz liegt außerdem im Landschaftsschutzgebiet Elsterniederung und westliche Oberlausitzer Heide zwischen Senftenberg und Ortrand.

## Aussichtsturm
Auf dem 133 m hohen Prossenberg gab es seit 1968 einen etwa 10 m hoher Aussichtsturm aus Teilen von Tagebaugroßgeräten. Nach dessen Abriss im Jahre 1998 wurde ein 25,42 m hoher neuer Aussichtsturm errichtet. Seine Aussichtsplattform liegt in rund 21 m Höhe.